# Arroyo Dalbana
El Arroyo Dalbana es un arroyo que fluye por Surinam. 
Las nacientes del arroyo se encuentran en la zona noroeste en el distrito de Sipaliwini, aproximadamente en las coordenadas 4.252335º, -57.717507º. El Dalbana fluye formando meandros en dirección norte-noroeste, atravesando una selva húmeda muy densa durante unos 74,07 km. Finalmente, desemboca en el río Kabalebo al sur de la villa de Avanavero, el cual a su vez desemboca en el río Corentín, en la frontera oeste de Surinam con Guyana.